# Макдональд, Колин (футболист)
Колин Агнью Макдональд (англ. Colin Agnew McDonald; 15 октября 1930) — английский футболист, выступавший на позиции вратаря. Наиболее известен по выступлениям за «Бернли» и за сборную Англии. Был основным вратарём сборной на чемпионате мира 1958 года.

## Клубная карьера
Футбольную карьеру начал в любительском клубе «Хокшо Сент-Мэрис». В августе 1948 года стал игроком молодёжной команды «Бернли», а в октябре подписал профессиональный контракт на полставки. В сезоне 1950/51 во время прохождения военной службы провёл 30 матчей в Южной лиге за «Хедингтон Юнайтед» на правах аренды. В июле 1952 года подписал полноценный профессиональный контракт. Его дебют в основном составе «Бернли» состоялся в апреле 1954 года, когда он пропустил пять голов в игре против «Астон Виллы». Регулярно выступал за клуб до 1959 года. 14 марта 1959 года провёл свой последний матч за «Бернли» — это была игра против «Вест Хэм Юнайтед», в которой «Бернли» одержал минимальную победу благодаря позднему голу Джона Коннелли. Три дня спустя Макдональд сыграл за сборную Футбольной лиги Англии в матче против сборной лиги Ирландии на «Далимаунт Парк» в Дублине. В этом матче в столкновении с соперником он получил перелом ноги, к перелому затем присоединилась инфекция и у игрока развилась пневмония. Он сумел поправиться, но в основной состав «Бернли» уже не попадал, играя за резервистов. «Бернли» без Макдональда стал чемпионом Англии в сезоне 1959/60. По завершении сезона 1960/61 Макдональд, который так и не смог вернуться в основной состав после травмы, объявил о завершении карьеры игрока в возрасте 30 лет. Он провёл за «Бернли» 201 матч в чемпионате.
С августа по октябрь 1961 года был главным тренером «Уиком Уондерерс». В январе 1965 года возобновил игровую карьеру, выступая за «Олтрингем» в Лиге Чешира и параллельно занимая тренерские должности в клубе. Также работал главным скаутом в «Бери» (с октября 1961 по октябрь 1968 года), «Болтон Уондерерс» (с 1968 года), административным работником в «Бери», тренером молодёжного состава в «Олдем Атлетик» и «Транмир Роверс» (до 1987 года).

## Карьера в сборной
18 мая 1958 года дебютировал за сборную Англии в товарищеском матче против сборной СССР. В июне того же года провёл все четыре матча за сборную Англии на чемпионате мира в Швеции, в том числе «сухой» матч против сборной Бразилии (это был первый случай в истории, когда бразильцы не смогли забить в матче чемпионата мира). Англия заняла только третье место в группе и выбыла из турнира. В октябре и ноябре 1958 года Макдональд провёл ещё три матча за национальную команду. Впоследствии в сборную не вызывался из-за травмы ноги, полученной в марте 1959 года.

### Список матчей за сборную
Ниже приведён список всех матчей Колина Макдональда за сборную Англии.
| Матч | Дата            | Соперник          | Счёт | Турнир                                   | Место проведения                                       |
| ---- | --------------- | ----------------- | ---- | ---------------------------------------- | ------------------------------------------------------ |
| 1    | 18 мая 1958     | СССР              | 1:1  | Товарищеский матч                        | «Центральный стадион имени В. И. Ленина», Москва, СССР |
| 2    | 8 июня 1958     | СССР              | 2:2  | Чемпионат мира. Групповой этап           | «Уллеви», Гётеборг, Швеция                             |
| 3    | 11 июня 1958    | Бразилия          | 0:0  | Чемпионат мира. Групповой этап           | «Уллеви», Гётеборг, Швеция                             |
| 4    | 15 июня 1958    | Австрия           | 2:2  | Чемпионат мира. Групповой этап           | «Рюаваллен», Бурос, Швеция                             |
| 5    | 17 июня 1958    | СССР              | 0:1  | Чемпионат мира. Групповой этап. Плей-офф | «Уллеви», Гётеборг, Швеция                             |
| 6    | 4 октября 1958  | Северная Ирландия | 3:3  | Домашний чемпионат Великобритании        | «Уиндзор Парк», Белфаст, Северная Ирландия             |
| 7    | 22 октября 1958 | СССР              | 5:0  | Товарищеский матч                        | «Уэмбли», Лондон, Англия                               |
| 8    | 26 ноября 1958  | Уэльс             | 2:2  | Домашний чемпионат Великобритании        | «Вилла Парк», Бирмингем, Англия                        |